# Wieża widokowa na Koziej Górze
Wieża widokowa na Koziej Górze – rozebrana w 2023, turystyczna, drewniana, dostępna całorocznie wieża widokowa zlokalizowana na Koziej Górze (zwanej też Klasztornym Wzgórzem) w województwie opolskim, na terenie Parku Krajobrazowego Góry Opawskie, około trzy kilometry od centrum Prudnika.

## Historia
Wieża została otwarta w 2009 na dawnym poligonie wojskowym, z funduszy gminy Prudnik i dotacji Unii Europejskiej. Stoi na wysokości 316 lub 317 m n.p.m. i zapewnia panoramę masywu Biskupiej Kopy i Srebrnej Kopy. Obiekt ma 15 metrów wysokości, przy czym górny taras widokowy znajduje się na wysokości 11 metrów. Z najwyższego tarasu widokowego rozciąga się widok na Góry Opawskie, miasto Prudnik a przy dobrej widoczności na Górę Świętej Anny. Pod wieżą znajdują się stoliki z ławkami oraz na samym szczycie wzgórza mapa ze schematem szlaków turystycznych.
Wieża została wyłączona z użytkowania w lipcu 2021, gdy pękła jedna z belek konstrukcyjnych pod pomostem widokowym. Wkrótce zaczęły pękać kolejne belki. W styczniu 2023 zapadła decyzja o jej rozebraniu. Wieża została rozebrana 28 marca 2023. W jej miejscu ma powstać nowa wieża, wzniesiona z trwalszych materiałów.